# Pinguicula variegata
Pinguicula variegata är en tätörtsväxtart som beskrevs av Porphir Kiril Nicolai Stepanowitsch Turczaninow. Pinguicula variegata ingår i släktet tätörter, och familjen tätörtsväxter. Inga underarter finns listade i Catalogue of Life.